# Лураго-д'Ерба
Лураго-д'Ерба, Лураґо-д'Ерба (італ. Lurago d'Erba) — муніципалітет в Італії, у регіоні Ломбардія, провінція Комо.
Лураго-д'Ерба розташоване на відстані близько 510 км на північний захід від Рима, 32 км на північ від Мілана, 13 км на південний схід від Комо.
Населення — 5410 осіб (2014).
Покровитель — San Giovanni Evangelista.

## Демографія
Населення за роками:

Станом на 1 січня 2023 року в муніципалітеті офіційно проживало 285 іноземців з 40 країн, серед них 68 громадян країн Євросоюзу та 21 громадянин України.

## Сусідні муніципалітети
- Альцате-Бріанца
- Анцано-дель-Парко
- Інвериго
- Ламбруго
- Мероне
- Монгуццо